# Krzysztof Hofman
Krzysztof Hofman (ur. 30 kwietnia 1915 w Łodzi, zm. 30 października 1996 w Krakowie) – lekarz, polski akupunkturzysta, żołnierz Armii Krajowej (pseud. „Cyprian”), dowódca III batalionu 72 pułku piechoty Armii Krajowej.

## Życiorys
Absolwent Szkoły Podchorążych Piechoty w Komorowie. Na stopień podporucznika został mianowany ze starszeństwem z dniem 1 października 1938 i 88. lokatą w korpusie oficerów piechoty i wcielony do 55 pułku piechoty w Lesznie na stanowisko dowódcy plutonu w 4. kompanii strzeleckiej.
W kampanii wrześniowej walczył na stanowisku dowódcy I plutonu 4. kompanii strzeleckiej. 9 września 1939 w czasie bitwy nad Bzurą poważnie ranny w nogę dostaje się do niemieckiej niewoli. Po wyleczeniu ucieka z jenieckiego szpitala, W grudniu 1939 zaprzysiężony w Służbie Zwycięstwu Polsce. Zostaje oficerem łącznikowym i kurierem. W sierpniu 1940 aresztowany trafia do  niemieckiego obozu koncentracyjnego KL Auschwitz-Birkenau. Jako numer 2738 buduje drogę do Brzezinki, pracuje w stajni, aż trafia jako pielęgniarz do sztuby szpitalnej. W 1941 roku spotyka się z Witoldem Pileckim, nazwisko doktora występuje też w Raporcie rotmistrza Pileckiego. Ucieka w lutym 1942. Aresztowany następnie w Ostrowcu Świętokrzyskim trafia na Pawiak. Niemcy nie zorientowali się, że zatrzymali uciekiniera z KL i po wstawiennictwie księdza Trzeciaka – wypuścili. W Radomiu, już pod pseudonimem „Cyprian”, obejmuje Referat Szkoleniowy w Komendzie Obwodu AK. 17 sierpnia 1944 prowadzi do walki III batalion 72 pp AK działającego samodzielnie w ramach zgrupowania Jodła i wraz z nim do 8 października 1944 przechodzi szlak bojowy pułku. Pod koniec wojny trafił do niewoli sowieckiej. Zesłany na Syberię wrócił do Polski w lutym 1949 roku. W wieku 34 lat rozpoczyna studia na Akademii Medycznej.Po skończonych studiach pracował w Dołhobyczowie i Chochołowie koło Zakopanego.
Był wysoko cenionym na świecie akupunkturzystą. Wyjątkowo dobre wyniki osiągał w leczeniu dzieci Stał się jednym z prekursorów leczenia laserem w Polsce. W 1982 roku, z inicjatywy Krzysztofa Hofmana została odrestaurowana figura św. Jana Nepomucena upamiętniająca Powstanie chochołowskie.
Dwukrotnie odznaczony Orderem Virtuti Militari. Pochowany na cmentarzu Zarzew w Łodzi.